# Myrbærholmen (Bømlo)
Ne doit pas être confondu avec Myrbærholmen.
Myrbærholmen est une île norvégienne du comté de Hordaland appartenant administrativement à Bømlo.

## Description
Rocheuse et désertique, elle s'étend sur environ 258 m de longueur pour une largeur approximative de 170 m.